# Drumcondra Football Club
Maillots
Dernière mise à jour : 28 septembre 2009.
Drumcondra F.C. est un ancien club de football irlandais. Il était basé dans le quartier dublinois de Drumcondra et en porte le nom.
Drumcondra a été désigné en 1928 pour participer au Championnat d'Irlande de football. Il y restera pendant 44 ans. Le club jouait dans le stade de Tolka Park
Drumcondra devint le premier club irlandais de l’histoire à remporter une confrontation européenne en battant le club danois de FC Fyn d’Odense lors de la Coupe des villes de foire en 1962-1963. Au tour suivant, ils affrontèrent le géant allemand du Bayern Munich, perdant le match aller en Allemagne 6 buts à 0 mais sauvant l’honneur en remportant 1-0 le match retour.
Dans ses différents parcours européens, Drumcondra joua aussi contre Atlético de Madrid, FC Nuremberg, Eintracht Francfort et Vorwarts Berlin.
En 1972, l’équipe première du club fusionna avec le Home Farm FC.

## Palmarès
- Championnat d'Irlande de football : 5
  - 1948, 1949, 1958, 1961, 1965
- Coupe d'Irlande de football : 5
  - 1927, 1943, 1946, 1954, 1957
- Top Four Cup : 3
  - 1961, 1963, 1965
- Dublin City Cup : 6
  - 1940, 1941, 1950, 1951, 1952, 1961

## Records
- Plus grande victoire :  8-0 contre Sligo Rovers, le 22 janvier 1961.
- Plus grande défaite :  1-9  contre Cork United, le 13 janvier 1946.

- Le meilleur buteur sur une saison :  29, Dan McCaffrey, (1960/61).
- Le meilleur buteur de l’histoire du club :  96, Des Glynn (1948-56).

## Classement par saison
- 1928-29 - 4
- 1929-30 - 7
- 1930-31 - 11
- 1931-32 - 9
- 1932-33 - 10
- 1933-34 - 7
- 1934-35 - 9
- 1935-36 - 9
- 1936-37 - 6
- 1937-38 - 12
- 1938-39 - 8
- 1939-40 - 6
- 1940-41 - 6
- 1941-42 - 9
- 1942-43 - 3
- 1943-44 - 6
- 1944-45 - 4
- 1945-46 - 2
- 1946-47 - 2
- 1947-48 - 1
- 1948-49 - 1
- 1949-50 - 2
- 1950-51 - 3
- 1951-52 - 6
- 1952-53 - 2
- 1953-54 - 3
- 1954-55 - 6
- 1955-56 - 8
- 1956-57 - 2
- 1957-58 - 1
- 1958-59 - 5
- 1959-60 - 9
- 1960-61 - 1
- 1961-62 - 7
- 1962-63 - 3
- 1963-64 - 8
- 1964-65 - 1
- 1965-66 - 7
- 1966-67 - 8
- 1967-68 - 7
- 1968-69 - 9
- 1969-70 - 14
- 1970-71 - 14
- 1971-72 - 12

## Joueurs célèbres
- Gordon Smith